# 陸上競技日本代表
陸上競技日本代表（りくじょうきょうぎにほんだいひょう）は、日本陸上競技連盟によって編成される国家代表として、オリンピック、世界陸上競技選手権大会などの各大会へ派遣実績がある。陸上競技日本代表と各大会の関係、メダル獲得数・メダリストについて説明する。

## 歴史
1908年ロンドンオリンピックまで近代オリンピックは4回の開催を行った。国際オリンピック委員会 (IOC) は日本の参加を求めていた。こうした中、1909年のIOC総会で嘉納治五郎がIOC委員に選出された。日本は1912年ストックホルムオリンピックへ参加を打診され、1911年の大日本体育協会設立やオリンピック予選会開催など準備を行った。この結果、嘉納治五郎団長、大森兵蔵監督と、陸上競技の三島弥彦と金栗四三の選手2名合計4名が1912年ストックホルムオリンピックの日本選手団として参加した。三島は100m・200m1次予選敗退、400m準決勝棄権。金栗はマラソンに出場して棄権の結果となった。こうして陸上競技日本代表の歴史が始まった。日本は1913年にマニラで始まった第1回東洋オリンピック、後の極東選手権競技大会にも代表選手を派遣した。1920年代に入ると女子選手の国際大会参加が認められるようになった。1924年7月に大日本体育協会が国際陸上競技連盟 (IAAF) に加盟。1925年に全日本陸上競技連盟が組織され、全日本陸連は1928年に大日本体育協会に代わる統括団体としてIAAFに承認された。1928年アムステルダムオリンピックでは男子三段跳の織田幹雄がアジア選手初の金メダルを獲得、日本人女子選手として初めてオリンピックに参加した人見絹枝は女子800mで銀メダルを獲得した。オリンピック男子三段跳はアムステルダムの織田に続いて、1932年ロサンゼルスオリンピックの南部忠平、1936年ベルリンオリンピックの田島直人が優勝を飾り、日本代表は3大会連続で金メダルを獲得した。
第二次世界大戦後、1945年に日本陸上競技連盟が組織された。日本は1948年ロンドンオリンピックへの参加が認められず不参加。日本はIAAFから除名処分を受けていたが、1950年に復帰が認められた。日本は1951年にニューデリーで第1回大会が開催されたアジア競技大会に参加、陸上競技も代表選手を派遣している。日本は1952年ヘルシンキオリンピックでオリンピックへの復帰が叶い、陸上競技も男子16名・女子3名の選手が参加した。日本は1964年東京オリンピックを開催、陸上競技では男子マラソンの円谷幸吉が銅メダルを獲得した。日本は1973年にマニラで第1回大会が開催されたアジア陸上競技選手権大会に代表選手を派遣、以来参加を続けている。日本は1980年モスクワオリンピックに不参加。日本は1983年にヘルシンキで第1回大会が開催された世界陸上競技選手権大会に代表選手を派遣、以来参加を続けている。また同大会は1991年に東京で第3回大会を開催し、この時女子マラソンで山下佐知子が同選手権日本人初のメダルとなる銀メダルを、男子マラソンで谷口浩美が同選手権日本人初の金メダルを獲得した。2000年シドニーオリンピックでは女子マラソンの高橋尚子が日本人女子陸上競技選手初の金メダルを獲得し、後に国民栄誉賞を受賞。2004年アテネオリンピックは男子ハンマー投の室伏広治と女子マラソンの野口みずきが優勝し、女子マラソンは日本代表が2大会連続で金メダルを獲得した。世界陸上競技選手権大会は第3回大会の谷口浩美以来、第4回大会女子マラソンの浅利純子、第6回大会女子マラソンの鈴木博美、第13回大会男子ハンマー投の室伏広治が優勝を飾り金メダルを獲得した。

## 出場大会
国際オリンピック委員会主催
- オリンピック
- ユースオリンピック

ワールドアスレティックス主催
- 世界陸上競技選手権大会
- 世界室内陸上競技選手権大会
- 世界クロスカントリー選手権大会
- 世界ロードランニング選手権大会
- 世界競歩チーム選手権大会
- 世界リレー
- IAAFコンチネンタルカップ（終了）
- U20世界陸上競技選手権大会
- 世界ユース陸上競技選手権大会

世界ウルトラランナーズ協会主催
- IAU100km世界選手権

国際大学スポーツ連盟主催
- FISUワールドユニバーシティゲームズ

アジアオリンピック評議会主催
- アジア競技大会
- アジアインドア・マーシャルアーツゲームズ
- アジアユースゲームズ

東アジア競技大会連合主催
- 東アジア競技大会

アジア陸上競技連盟主催
- アジア陸上競技選手権大会
- アジア室内陸上競技選手権大会
- アジアクロスカントリー選手権大会
- アジアジュニア陸上競技選手権大会
- アジアユース陸上競技選手権大会

## 関係

### オリンピックマラソン代表の選考事情
マラソン五輪代表の選考による騒動の要因に日本陸連の選考基準のあいまいさがある。かつて男子の五輪代表選考は1レースでの一発選考で行っていたこともあった。1980年代半ばごろからは、複数の国際マラソン大会を各主要メディアがこぞって共催するようになり、選考レースは複数化した。
今日の選考基準は「世界陸上でメダルを獲得した日本人トップは内定、残りの枠は、世界陸上と国内3大会（男子では、東京（2006年以前は東京国際）・福岡国際・びわ湖毎日、女子では横浜国際女子（2008年以前は東京国際女子）・大阪国際女子・名古屋ウィメンズ（2010年以前は名古屋国際女子））の上位入賞者から五輪でメダルを獲得、または入賞が期待できる選手」というものである。

### 世界陸上競技選手権大会の代表選考
日本では、夏季オリンピックの前年の大会はオリンピック代表選考を兼ねている。現在の選考基準では、マラソンを含めた全ての競技において、日本人最上位で8位以内の入賞者が即五輪内定となる（但し、かつてマラソンの種目では2012年ロンドンオリンピック迄、五輪前年の世界陸上選手権においてメダル獲得（3位以内の入賞）かつ日本人最上位者が即内定の条件だった）。ただし、経費面などの問題もあるため、選手を派遣する日本陸上競技連盟はB標準の突破者であっても原則出場させない方針を取る事もある。

## 大会成績

### オリンピック
| 大会名                | 金     | 銀     | 銅     | 計     |
| 1896 アテネ           | -      | -      | -      | -      |
| 1900 パリ             | -      | -      | -      | -      |
| 1904 セントルイス     | -      | -      | -      | -      |
| 1908 ロンドン         | -      | -      | -      | -      |
| 1912 ストックホルム   | 0      | 0      | 0      | 0      |
| 1920 アントワープ     | 0      | 0      | 0      | 0      |
| 1924 パリ             | 0      | 0      | 0      | 0      |
| 1928 アムステルダム   | 1      | 1      | 0      | 2      |
| 1932 ロサンゼルス     | 1      | 1      | 2      | 4      |
| 1936 ベルリン         | 2      | 2      | 3      | 7      |
| 1948 ロンドン         | 不参加 | 不参加 | 不参加 | 不参加 |
| 1952 ヘルシンキ       | 0      | 0      | 0      | 0      |
| 1956 メルボルン       | 0      | 0      | 0      | 0      |
| 1960 ローマ           | 0      | 0      | 0      | 0      |
| 1964 東京（開催国）   | 0      | 0      | 1      | 1      |
| 1968 メキシコシティー | 0      | 1      | 0      | 1      |
| 1972 ミュンヘン       | 0      | 0      | 0      | 0      |
| 1976 モントリオール   | 0      | 0      | 0      | 0      |
| 1980 モスクワ         | 不参加 | 不参加 | 不参加 | 不参加 |
| 1984 ロサンゼルス     | 0      | 0      | 0      | 0      |
| 1988 ソウル           | 0      | 0      | 0      | 0      |
| 1992 バルセロナ       | 0      | 2      | 0      | 2      |
| 1996 アトランタ       | 0      | 0      | 1      | 1      |
| 2000 シドニー         | 1      | 0      | 0      | 1      |
| 2004 アテネ           | 2      | 0      | 0      | 2      |
| 2008 北京             | 0      | 1      | 0      | 1      |
| 2012 ロンドン         | 0      | 0      | 1      | 1      |
| 2016 リオデジャネイロ | 0      | 1      | 1      | 2      |
| 2020 東京（開催国）   | 0      | 1      | 1      | 2      |
| 2024 パリ             | 1      | 0      | 0      | 1      |
| 合計                  | 8      | 10     | 10     | 28     |

#### メダリスト
| 大会          | 受賞者・種目 | 開催国         | 開催都市         |
| ------------- | --- | -------------- | ---------------- |
| 1928年 第9回  | - 金メダル - 織田幹雄（男子三段跳） - 銀メダル - 人見絹枝（女子800m） | オランダ       | アムステルダム   |
| 1932年 第10回 | - 金メダル - 南部忠平（男子三段跳） - 銀メダル - 西田修平（男子棒高跳） - 銅メダル - 南部忠平（男子走幅跳） - 銅メダル - 大島鎌吉（男子三段跳） | アメリカ合衆国 | ロサンゼルス     |
| 1936年 第11回 | - 金メダル - 田島直人（男子三段跳） - 金メダル - 孫基禎（男子マラソン） - 銀メダル - 原田正夫（男子三段跳） - 銀メダル - 西田修平（男子棒高跳） - 銅メダル - 田島直人（男子走幅跳） - 銅メダル - 大江季雄（男子棒高跳） - 銅メダル - 南昇竜（男子マラソン） | ドイツ国       | ベルリン         |
| 1964年 第18回 | - 銅メダル - 円谷幸吉（男子マラソン） | 日本           | 東京             |
| 1968年 第19回 | - 銀メダル - 君原健二（男子マラソン） | メキシコ       | メキシコシティ   |
| 1992年 第25回 | - 銀メダル - 森下広一（男子マラソン） - 銀メダル - 有森裕子（女子マラソン） | スペイン       | バルセロナ       |
| 1996年 第26回 | - 銅メダル - 有森裕子（女子マラソン） | アメリカ合衆国 | アトランタ       |
| 2000年 第27回 | - 金メダル - 高橋尚子（女子マラソン） | オーストラリア | シドニー         |
| 2004年 第28回 | - 金メダル - 室伏広治（男子ハンマー投） - 金メダル - 野口みずき（女子マラソン） | ギリシャ       | アテネ           |
| 2008年 第29回 | - 銀メダル - 日本 塚原直貴 末續慎吾 髙平慎士 朝原宣治 （男子4×100mリレー） | 中華人民共和国 | 北京             |
| 2012年 第30回 | - 銅メダル - 室伏広治（男子ハンマー投） | イギリス       | ロンドン         |
| 2016年 第31回 | - 銀メダル - 日本 山縣亮太 飯塚翔太 桐生祥秀 ケンブリッジ飛鳥 （男子4×100mリレー） - 銅メダル - 荒井広宙（男子50km競歩） | ブラジル       | リオデジャネイロ |
| 2021年 第32回 | - 銀メダル - 池田向希（男子20km競歩） - 銅メダル - 山西利和（男子20km競歩） | 日本           | 東京             |
| 2024年 第33回 | - 金メダル - 北口榛花（女子やり投） | フランス       | パリ             |

#### 選手団
| - 1912年ストックホルムオリンピックの日本選手団 - 1920年アントワープオリンピックの日本選手団 - 1924年パリオリンピックの日本選手団 - 1928年アムステルダムオリンピックの日本選手団 - 1932年ロサンゼルスオリンピックの日本選手団 - 1936年ベルリンオリンピックの日本選手団 - 1952年ヘルシンキオリンピックの日本選手団 - 1956年メルボルンオリンピックの日本選手団 - 1960年ローマオリンピックの日本選手団 - 1964年東京オリンピックの日本選手団 - 1968年メキシコシティーオリンピックの日本選手団 - 1972年ミュンヘンオリンピックの日本選手団 | - 1976年モントリオールオリンピックの日本選手団 - 1980年モスクワオリンピックの日本選手団 - 1984年ロサンゼルスオリンピックの日本選手団 - 1988年ソウルオリンピックの日本選手団 - 1992年バルセロナオリンピックの日本選手団 - 1996年アトランタオリンピックの日本選手団 - 2000年シドニーオリンピックの日本選手団 - 2004年アテネオリンピックの日本選手団 - 2008年北京オリンピックの日本選手団 - 2012年ロンドンオリンピックの日本選手団 - 2016年リオデジャネイロオリンピックの日本選手団 - 2020年東京オリンピックの日本選手団 - 2024年パリオリンピックの日本選手団 |

### 世界陸上競技選手権大会
| 大会名                  | 金 | 銀 | 銅 | 計 |
| 1983 ヘルシンキ         | 0  | 0  | 0  | 0  |
| 1987 ローマ             | 0  | 0  | 0  | 0  |
| 1991 東京（開催国）     | 1  | 1  | 0  | 2  |
| 1993 シュトゥットガルト | 1  | 0  | 1  | 2  |
| 1995 イェーテボリ       | 0  | 0  | 0  | 0  |
| 1997 アテネ             | 1  | 0  | 1  | 2  |
| 1999 セビリア           | 0  | 1  | 1  | 2  |
| 2001 エドモントン       | 0  | 2  | 1  | 3  |
| 2003 パリ               | 0  | 1  | 3  | 4  |
| 2005 ヘルシンキ         | 0  | 0  | 2  | 2  |
| 2007 大阪（開催国）     | 0  | 0  | 1  | 1  |
| 2009 ベルリン           | 0  | 1  | 1  | 2  |
| 2011 大邱               | 1  | 0  | 0  | 1  |
| 2013 モスクワ           | 0  | 0  | 1  | 1  |
| 2015 北京               | 0  | 0  | 1  | 1  |
| 2017 ロンドン           | 0  | 1  | 2  | 3  |
| 2019 ドーハ             | 2  | 0  | 1  | 3  |
| 2022 オレゴン           | 1  | 2  | 1  | 4  |
| 2023 ブダペスト         | 1  | 0  | 1  | 2  |
| 合計                    | 8  | 9  | 18 | 35 |

#### メダリスト
| 大会          | 受賞者・種目 | 開催国         | 開催都市           |
| ------------- | --- | -------------- | ------------------ |
| 1991年 第3回  | - 金メダル - 谷口浩美（男子マラソン） - 銀メダル - 山下佐知子（女子マラソン） | 日本           | 東京               |
| 1993年 第4回  | - 金メダル - 浅利純子（女子マラソン） - 銅メダル - 安部友恵（女子マラソン） | ドイツ         | シュトゥットガルト |
| 1997年 第6回  | - 金メダル - 鈴木博美（女子マラソン） - 銅メダル - 千葉真子（女子10000m） | ギリシャ       | アテネ             |
| 1999年 第7回  | - 銀メダル - 市橋有里（女子マラソン） - 銅メダル - 佐藤信之（男子マラソン） | スペイン       | セビリア           |
| 2001年 第8回  | - 銀メダル - 土佐礼子（女子マラソン） - 銀メダル - 室伏広治（男子ハンマー投） - 銅メダル - 為末大（男子400mH）                                                                            | カナダ         | エドモントン       |
| 2003年 第9回  | - 銀メダル - 野口みずき（女子マラソン） - 銅メダル - 室伏広治（男子ハンマー投） - 銅メダル - 末續慎吾（男子200m） - 銅メダル - 千葉真子（女子マラソン）                                   | フランス       | パリ               |
| 2005年 第10回 | - 銅メダル - 為末大（男子400mH） - 銅メダル - 尾方剛（男子マラソン） | フィンランド   | ヘルシンキ         |
| 2007年 第11回 | - 銅メダル - 土佐礼子（女子マラソン） | 日本           | 大阪               |
| 2009年 第12回 | - 銀メダル - 尾崎好美（女子マラソン） - 銅メダル - 村上幸史（男子やり投） | ドイツ         | ベルリン           |
| 2011年 第13回 | - 金メダル - 室伏広治（男子ハンマー投） | 韓国           | 大邱               |
| 2013年 第14回 | - 銅メダル - 福士加代子（女子マラソン） | ロシア         | モスクワ           |
| 2015年 第15回 | - 銅メダル - 谷井孝行（男子競歩50km） | 中国           | 北京               |
| 2017年 第16回 | - 銀メダル - 荒井広宙（男子競歩50km） - 銅メダル - 小林快（男子競歩50km） - 銅メダル - 日本 多田修平 飯塚翔太 桐生祥秀 ケンブリッジ飛鳥 藤光謙司 （男子4×100mリレー）                     | イギリス       | ロンドン           |
| 2019年 第17回 | - 金メダル - 山西利和（男子競歩20km） - 金メダル - 鈴木雄介（男子競歩50km） - 銅メダル - 日本 多田修平 白石黄良々 桐生祥秀 サニブラウン・アブデル・ハキーム 小池祐貴 （男子4×100mリレー） | カタール       | ドーハ             |
| 2022年 第18回 | - 金メダル - 山西利和（男子競歩20km） - 銀メダル - 池田向希（男子競歩20km） - 銀メダル - 川野将虎（男子競歩35km） - 銅メダル - 北口榛花（女子やり投）                                     | アメリカ合衆国 | ユージーン         |
| 2023年 第19回 | - 金メダル - 北口榛花（女子やり投） - 銅メダル - 川野将虎（男子競歩35km） | ハンガリー     | ブダペスト         |

#### 選手団
- 第1回世界陸上競技選手権大会日本選手団
- 第2回世界陸上競技選手権大会日本選手団
- 第3回世界陸上競技選手権大会日本選手団
- 第4回世界陸上競技選手権大会日本選手団
- 第5回世界陸上競技選手権大会日本選手団
- 第6回世界陸上競技選手権大会日本選手団
- 第7回世界陸上競技選手権大会日本選手団
- 第8回世界陸上競技選手権大会日本選手団
- 第9回世界陸上競技選手権大会日本選手団
- 第10回世界陸上競技選手権大会日本選手団
- 第11回世界陸上競技選手権大会日本選手団
- 第12回世界陸上競技選手権大会日本選手団
- 第13回世界陸上競技選手権大会日本選手団
- 第14回世界陸上競技選手権大会日本選手団
- 第15回世界陸上競技選手権大会日本選手団
- 第16回世界陸上競技選手権大会日本選手団
- 第17回世界陸上競技選手権大会日本選手団
- 第18回世界陸上競技選手権大会日本選手団
- 第19回世界陸上競技選手権大会日本選手団

### 世界室内陸上競技選手権大会
| 大会名                  | 金 | 銀 | 銅 | 計 |
| 1985 パリ               | 0  | 0  | 0  | 0  |
| 1987 インディアナポリス | 0  | 0  | 0  | 0  |
| 1989 ブダペスト         | 0  | 0  | 0  | 0  |
| 1991 セビリア           | 0  | 0  | 0  | 0  |
| 1993 トロント           | 0  | 0  | 1  | 1  |
| 1995 バルセロナ         | 0  | 0  | 1  | 1  |
| 1997 パリ               | 0  | 0  | 1  | 1  |
| 1999 前橋（開催国）     | 0  | 0  | 0  | 0  |
| 2001 リスボン           | 0  | 0  | 0  | 0  |
| 2003 バーミンガム       | 0  | 0  | 0  | 0  |
| 2004 ブダペスト         | 0  | 0  | 0  | 0  |
| 2006 モスクワ           | 0  | 0  | 0  | 0  |
| 2008 バレンシア         | 0  | 0  | 0  | 0  |
| 2010 ドーハ             | 0  | 0  | 0  | 0  |
| 2012 イスタンブール     | 0  | 0  | 0  | 0  |
| 2014 ソポト             | 0  | 0  | 0  | 0  |
| 2016 ポートランド       | 0  | 0  | 0  | 0  |
| 2018 バーミンガム       | 0  | 0  | 0  | 0  |
| 合計                    | 0  | 0  | 3  | 3  |

#### メダリスト
| 大会         | 受賞者・種目                                                           | 開催国   | 開催都市   |
| ------------ | ---------------------------------------------------------------------- | -------- | ---------- |
| 1993年 第4回 | - 銅メダル - 日本 簡優好 稲垣誠司 斎藤嘉彦 林弘幸 （男子4×400mリレー） | カナダ   | トロント   |
| 1995年 第5回 | - 銅メダル - 日本 簡優好 稲垣誠司 小野友誠 林弘幸 （男子4×400mリレー） | スペイン | バルセロナ |
| 1997年 第6回 | - 銅メダル - 苅部俊二（男子400m）                                      | フランス | パリ       |

### 世界クロスカントリー選手権大会
| 大会名 | 金 | 銀 | 銅 | 計 |
| 合計   | 0  | 4  | 20 | 24 |

#### メダリスト
| 大会          | 受賞者・種目 | 開催国           | 開催都市         |
| ------------- | --- | ---------------- | ---------------- |
| 1987年 第15回 | - 銅メダル - 日本 綾部健二 横田芳則 山本正樹 松本秀之 (村上亮史) (佐藤善徳) （ジュニア男子団体） | ポーランド       | ワルシャワ       |
| 1990年 第18回 | - 銀メダル - 日本 早狩実紀 寺崎史記 大嵜由美 鯉川なつえ (岡本幸子) (大谷ほづみ) （ジュニア女子団体）                                                                                                  | フランス         | エクス＝レ＝バン |
| 1991年 第19回 | - 銅メダル - 日本 宮崎安澄 早狩実紀 加藤明子 鯉川なつえ (岡山志保) (大谷ほづみ) （ジュニア女子団体）                                                                                                  | ベルギー         | アントワープ     |
| 1992年 第20回 | - 銅メダル - 日本 渡辺康幸 川内勝弘 山本正樹 磯松大輔 (前田了二) (田口茂和) （ジュニア男子団体） | アメリカ合衆国   | ボストン         |
| 1993年 第21回 | - 銀メダル - 日本 上林一美 福山つぐみ 大嵜由美 荒木久美 (田坂あき) (鈴木晴美) （シニア女子団体） - 銀メダル - 日本 加藤明子 宮崎安澄 中人幸子 久保田祐子 (井村佳子) (高橋千恵美) （ジュニア女子団体） | スペイン         | アモレビエタ     |
| 1994年 第22回 | - 銅メダル - 日本 宮崎安澄 菅原美和 萩永佳奈子 横塚佐知子 (高橋千恵美) (上野理恵) （ジュニア女子団体）                                                                                                | ハンガリー       | ブダペスト       |
| 1995年 第23回 | - 銅メダル - 日本 高橋千恵美 菅原美和 市川良子 千葉真子 (市橋有里) (五十嵐妙子) （ジュニア女子団体）                                                                                                  | イギリス         | ダラム           |
| 1996年 第24回 | - 銅メダル - 日本 小島江美子 秦由華 橋本知子 吉村かおり (加藤恵美) (岩下亜由美) （ジュニア女子団体）                                                                                                  | 南アフリカ共和国 | ケープタウン     |
| 1997年 第25回 | - 銀メダル - 日本 里村桂 小島江美子 田中梨沙 橋本知子 (桧山久美子) (秦由華) （ジュニア女子団体） | イタリア         | トリノ           |
| 1998年 第26回 | - 銅メダル - 日本 小島江美子 藤永佳子 田中梨沙 中嶋美帆 (坂上千佳) (菅野勝子) （ジュニア女子団体） | モロッコ         | マラケシュ       |
| 1999年 第27回 | - 銅メダル - 藤永佳子 （ジュニア女子個人） - 銅メダル - 日本 藤永佳子 阪田直子 渡辺芳子 藤岡里奈 (菅野勝子) (藤井裕美) （ジュニア女子団体）                                                           | イギリス         | ベルファスト     |
| 2000年 第28回 | - 銅メダル - 日本 藤岡里奈 吉田香織 田顔朋美 長尾育子 (池田麻美) (阪田直子) （ジュニア女子団体） | ポルトガル       | ヴィラモウラ     |
| 2001年 第29回 | - 銅メダル - 日本 阪田直子 田顔朋美 池田恵美 松元美香 (有働美香代) (古賀裕美) （ジュニア女子団体） | ベルギー         | オーステンデ     |
| 2002年 第30回 | - 銅メダル - 日本 池田恵美 岩元千明 松元美香 橋本歩 (勝又美咲) （ジュニア女子団体） | アイルランド     | ダブリン         |
| 2004年 第32回 | - 銅メダル - 日本 宮井仁美 野原優子 新谷仁美 寺田啓 (稲富友香) (勝又美咲) （ジュニア女子団体） | ベルギー         | ブリュッセル     |
| 2005年 第33回 | - 銅メダル - 日本 脇田茜 新谷仁美 中村友梨香 小島一恵 (飯野摩耶) (鈴木悠里) （ジュニア女子団体） | フランス         | サンガルミエ     |
| 2006年 第34回 | - 銅メダル - 日本 福士加代子 尾崎好美 大島めぐみ 佐藤由美 (杉原加代) (小川美智子) （シニア女子団体） - 銅メダル - 日本 新谷仁美 絹川愛 小島一恵 野原優子 (大崎千聖) (堀越愛未) （ジュニア女子団体）   | 日本             | 福岡             |
| 2008年 第36回 | - 銅メダル - 日本 二宮悠希乃 松村厚子 加藤麻美 森彩夏 (竹中理沙) (阿部有香里) （ジュニア女子団体） | スコットランド   | エディンバラ     |
| 2009年 第37回 | - 銅メダル - 日本 伊澤菜々花 池田絵里香 加藤麻美 小田切亜希 (柴田千歳) (亀山絵未) （ジュニア女子団体）                                                                                                | ヨルダン         | アンマン         |
| 2011年 第39回 | - 銅メダル - 日本 菅華都紀 木村友香 小﨑裕里子 横江里沙 (渋谷璃沙) (吉田夏実) （ジュニア女子団体） | スペイン         | プンタウンブリア |
| 2019年 第43回 | - 銅メダル - 日本 風間歩佳 廣中璃梨佳 小坂井智絵 土井葉月 (酒井美玖) (大西ひかり) （U20女子団体） | デンマーク       | オーフス         |

### 世界ロードランニング選手権大会
| 大会名 | 金 | 銀 | 銅 | 計 |
| 合計   | 1  | 9  | 13 | 23 |

#### メダリスト
| 大会          | 受賞者・種目 | 開催国     | 開催都市             |
| ------------- | --- | ---------- | -------------------- |
| 1992年 第1回  | - 金メダル - 日本 藤原恵 朝比奈三代子 浅井えり子 （女子団体） - 銀メダル - 藤原恵（女子個人）                         | イギリス   | ニューカッスル       |
| 1993年 第2回  | - 銀メダル - 谷川真理（女子個人） - 銀メダル - 日本 谷川真理 朝比奈三代子 竹本朱里 （女子団体）                       | ベルギー   | ブリュッセル         |
| 1994年 第3回  | - 銅メダル - 日本 谷川真理 渡辺峰子 小松ゆかり （女子団体）                                                           | ノルウェー | オスロ               |
| 1996年 第5回  | - 銅メダル - 日本 早田俊幸 井幡政等 花田勝彦 （男子団体）                                                             | スペイン   | パルマ・デ・マヨルカ |
| 1997年 第6回  | - 銅メダル - 日本 曽谷真理 下司則子 片山弘美 （女子団体）                                                             | スロバキア | コシツェ             |
| 1999年 第8回  | - 銀メダル - 野口みずき（女子個人） - 銀メダル - 日本 野口みずき 土佐礼子 片山弘美 （女子団体）                       | イタリア   | パレルモ             |
| 2000年 第9回  | - 銀メダル - 日本 野口みずき 岡本幸子 橋本康子 （女子団体）                                                           | メキシコ   | ベラクルス           |
| 2001年 第10回 | - 銀メダル - 日本 野口みずき 岩本靖代 小鳥田貴子 （女子団体）                                                         | イギリス   | ブリストル           |
| 2002年 第11回 | - 銀メダル - 日本 佐藤敦之 加藤俊英 梅木蔵雄 （男子団体）                                                             | ベルギー   | ブリュッセル         |
| 2003年 第12回 | - 銀メダル - 日本 高仲未来恵 小鳥田貴子 萩原梨咲 （女子団体）                                                         | ポーランド | ヴィラモウラ         |
| 2005年 第14回 | - 銅メダル - 日本 家谷和男 松宮隆行 大坪隆誠 （男子団体） - 銅メダル - 日本 阿蘇品照美 大南博美 八木洋子 （女子団体） | カナダ     | エドモントン         |
| 2006年 第15回 | - 銅メダル - 日本 福士加代子 中村友梨香 木崎良子 （女子団体）                                                         | ハンガリー | デブレツェン         |
| 2007年 第16回 | - 銅メダル - 日本 大崎千聖 平良茜 尾崎好美 （女子団体）                                                               | イタリア   | ウディネ             |
| 2008年 第17回 | - 銅メダル - 日本 赤羽有紀子 大平美樹 町田祐子 （女子団体）                                                           | ブラジル   | リオデジャネイロ     |
| 2009年 第18回 | - 銅メダル - 日本 中村友梨香 木崎良子 中里麗美 （女子団体）                                                           | イギリス   | バーミンガム         |
| 2010年 第19回 | - 銅メダル - 日本 尾崎好美 木崎良子 野尻あずさ （女子団体）                                                           | 中国       | 南寧                 |
| 2012年 第20回 | - 銅メダル - 日本 田中智美 伊藤舞 加藤麻美 （女子団体）                                                               | ブルガリア | カヴァルナ           |
| 2014年 第21回 | - 銅メダル - 日本 野村沙世 竹中理沙 岩出玲亜 （女子団体）                                                             | デンマーク | コペンハーゲン       |
| 2016年 第22回 | - 銅メダル - 日本 安藤友香 清水美穂 松田瑞生 （女子団体）                                                             | イギリス   | カーディフ           |

### 世界リレー
| 大会名        | 金 | 銀 | 銅 | 計 |
| 2014 ナッソー | 0  | 0  | 0  | 0  |
| 2015 ナッソー | 0  | 0  | 1  | 1  |
| 2017 ナッソー | 0  | 0  | 0  | 0  |
| 2019 横浜     | 0  | 1  | 1  | 2  |
| 2021 ホジュフ | 0  | 1  | 1  | 2  |
| 2024 ナッソー | 0  | 0  | 0  | 0  |
| 合計          | 0  | 2  | 3  | 5  |

#### メダリスト
| 大会         | 受賞者・種目 | 開催国     | 開催都市 |
| ------------ | --- | ---------- | -------- |
| 2015年 第2回 | - 銅メダル - 日本 大瀬戸一馬 藤光謙司 桐生祥秀 谷口耕太郎 （男子4×100mリレー）                                                                              | バハマ     | ナッソー |
| 2019年 第4回 | - 銀メダル - 日本 木村文子 高山峻野 青木益未 金井大旺 （シャトルハードルリレー） - 銅メダル - 日本 塩見綾乃 クレイ・アーロン・竜波 （2x2x400mリレー）       | 日本       | 横浜     |
| 2021年 第5回 | - 銀メダル - 日本 伊東利来也 川端魁人 佐藤拳太郎 鈴木碧斗 （男子4×400mリレー） - 銅メダル - 日本 坂井隆一郎 鈴木涼太 宮本大輔 栁田大輝 （男子4×100mリレー） | ポーランド | ホジュフ |

### 世界競歩チーム選手権大会
| 大会名 | 金 | 銀 | 銅 | 計 |
| 合計   | 5  | 7  | 3  | 15 |

#### メダリスト
| 大会          | 受賞者・種目 | 開催国   | 開催都市   |
| ------------- | --- | -------- | ---------- |
| 2014年 第26回 | - 銀メダル - 松永大介（ジュニア男子10km競歩個人） - 銅メダル - 日本 鈴木雄介 高橋英輝 西塔拓己 （男子20km競歩団体） | 中国     | 太倉       |
| 2016年 第27回 | - 銅メダル - 日本 川野将虎 山本龍太郎 石川雅也 （ジュニア男子10km競歩団体） | イタリア | ローマ     |
| 2018年 第28回 | - 金メダル - 池田向希（男子20km競歩個人） - 金メダル - 日本 池田向希 山西利和 藤澤勇 （男子20km競歩団体） - 金メダル - 荒井広宙（男子50km競歩個人） - 金メダル - 日本 荒井広宙 勝木隼人 丸尾知司 （男子50km競歩団体） - 銀メダル - 勝木隼人（男子50km競歩個人） - 銅メダル - 丸尾知司（男子50km競歩個人） | 中国     | 太倉       |
| 2022年 第29回 | - 金メダル - 山西利和（男子20km競歩個人） - 銀メダル - 池田向希（男子20km競歩個人） - 銀メダル - 日本 山西利和 池田向希 諏方元郁 （男子20km競歩団体） | オマーン | マスカット |
| 2024年 第30回 | - 銀メダル - 池田向希 / 岡田久美子（競歩リレー） - 銀メダル - 日本 古賀友太 丸尾知司 野田明宏 （男子20km競歩団体） - 銀メダル - 日本 逢坂草太朗 吉迫大成 下田悠樹 （U20男子10km競歩団体） | トルコ   | アンタルヤ |

### IAAFコンチネンタルカップ
| 大会名 | 金 | 銀 | 銅 | 計 |
| 合計   | 1  | 3  | 4  | 8  |

#### メダリスト
| 大会          | 受賞者・種目 | 開催国   | 開催都市   |
| ------------- | --- | -------- | ---------- |
| 1981年 第3回  | - 銅メダル - 新宅雅也（男子3000mSC） | イタリア | ローマ     |
| 1989年 第5回  | - 銀メダル - 溝口和洋（男子やり投） | スペイン | バルセロナ |
| 2002年 第9回  | - 銀メダル - 室伏広治（男子ハンマー投） | スペイン | マドリード |
| 2006年 第10回 | - 金メダル - 室伏広治（男子ハンマー投） - 銀メダル - 澤野大地（男子棒高跳） - 銅メダル - 末續慎吾（男子200m） - 銅メダル - 日本 塚原直貴 末續慎吾 髙平慎士 小島茂之 （男子4×100mリレー） - 銅メダル - 福士加代子（女子5000m） | ギリシャ | アテネ     |

- 2006年までIAAFワールドカップとして開催
- 2018年をもって終了

### FISUワールドユニバーシティゲームズ
| 大会名                    | 金     | 銀     | 銅     | 計     |
| 1959 トリノ               | 1      | 2      | 3      | 6      |
| 1961 ソフィア             | 0      | 2      | 1      | 3      |
| 1963 ポルト・アレグレ     | 2      | 1      | 1      | 4      |
| 1965 ブダペスト           | 2      | 0      | 1      | 3      |
| 1967 東京                 | 5      | 6      | 6      | 17     |
| 1970 トリノ               | 0      | 0      | 2      | 2      |
| 1973 モスクワ             | 0      | 0      | 0      | 0      |
| 1975 ローマ               | 不参加 | 不参加 | 不参加 | 不参加 |
| 1977 ソフィア             | 0      | 0      | 0      | 0      |
| 1979 メキシコシティ       | 0      | 1      | 0      | 1      |
| 1981 ブカレスト           | 0      | 0      | 0      | 0      |
| 1983 エドモントン         | 1      | 0      | 2      | 3      |
| 1985 神戸                 | 1      | 0      | 1      | 2      |
| 1987 ザグレブ             | 1      | 2      | 4      | 7      |
| 1989 デュースブルク       | 0      | 2      | 0      | 2      |
| 1991 シェフィールド       | 1      | 4      | 0      | 5      |
| 1993 バッファロー         | 1      | 4      | 2      | 7      |
| 1995 福岡                 | 5      | 1      | 3      | 9      |
| 1997 シチリア             | 1      | 0      | 2      | 3      |
| 1999 パルマ・デ・マヨルカ | 1      | 4      | 2      | 7      |
| 2001 北京                 | 2      | 2      | 6      | 10     |
| 2003 大邱                 | 2      | 0      | 1      | 3      |
| 2005 イズミル             | 2      | 6      | 2      | 10     |
| 2007 バンコク             | 0      | 3      | 3      | 6      |
| 2009 ベオグラード         | 3      | 6      | 3      | 12     |
| 2011 深圳                 | 3      | 3      | 3      | 9      |
| 2013 カザン               | 3      | 5      | 5      | 13     |
| 2015 光州                 | 4      | 3      | 5      | 12     |
| 2017 台北                 | 7      | 2      | 7      | 16     |
| 2019 ナポリ               | 8      | 6      | 5      | 19     |
| 合計                      | 56     | 65     | 70     | 191    |

#### メダリスト
| 大会          | 受賞者・種目 | 開催国         | 開催都市             |
| ------------- | --- | -------------- | -------------------- |
| 1959年 第1回  | - 金メダル - 安田矩明（男子棒高跳） - 銀メダル - 横溝三郎（男子5000m） - 銀メダル - 櫻井孝次（男子三段跳） - 銅メダル - 渡辺国昭（男子800m） - 銅メダル - 渡辺国昭（男子1500m） - 銅メダル - 柴田宏（男子三段跳） | イタリア       | トリノ               |
| 1961年 第2回  | - 銀メダル - 岡崎高之（男子走幅跳） - 銀メダル - 日本 室洋二郎 浅井浄 早瀬公忠 岡崎高之 （男子4×100mリレー） - 銅メダル - 太田富夫（男子三段跳） | ブルガリア     | ソフィア             |
| 1963年 第3回  | - 金メダル - 森本葵（男子800m） - 金メダル - 下哲（男子三段跳） - 銀メダル - 森本葵（男子1500m） - 銅メダル - 若林正利（男子ハンマー投） | ブラジル       | ポルト・アレグレ     |
| 1965年 第4回  | - 金メダル - 飯島秀雄（男子100m） - 金メダル - 澤木啓祐（男子5000m） - 銅メダル - 杉岡邦由（男子走高跳） | ハンガリー     | ブダペスト           |
| 1967年 第5回  | - 金メダル - 澤木啓祐（男子5000m） - 金メダル - 澤木啓祐（男子10000m） - 金メダル - 阿部直紀（男子走幅跳） - 金メダル - 石田義久（男子ハンマー投） - 金メダル - 竹田真美（女子走高跳） - 銀メダル - 富沢英彦（男子走高跳） - 銀メダル - 日本 阿部直紀 石川準司 森谷嘉之 小倉新司 （男子4×100mリレー） - 銀メダル - 杉山亮子（女子砲丸投） - 銀メダル - 原咲子（女子やり投） - 銀メダル - 岡本道子（女子五種競技） - 銀メダル - 日本 助川立子 佐藤美保 川島幸子 辻下美代子 （女子4×100mリレー） - 銅メダル - 三浦信由（男子3000mSC） - 銅メダル - 油井潔雄（男子400mH） - 銅メダル - 木下博正（男子走高跳） - 銅メダル - 室伏重信（男子ハンマー投） - 銅メダル - 山本久男（男子やり投） - 銅メダル - 夏目綾子（女子80mH） | 日本           | 東京                 |
| 1970年 第6回  | - 銅メダル - 小山隆治（男子3000mSC） - 銅メダル - 山下博子（女子走幅跳） | イタリア       | トリノ               |
| 1979年 第10回 | - 銀メダル - 臼井淳一（男子走幅跳） | メキシコ       | メキシコシティー     |
| 1983年 第12回 | - 金メダル - 米重修一（男子10000m） - 銅メダル - 米重修一（男子5000m） - 銅メダル - 愛敬重之（男子3000mSC） | カナダ         | エドモントン         |
| 1985年 第13回 | - 金メダル - 深尾真美（女子マラソン） - 銅メダル - 米重修一（男子10000m） | 日本           | 神戸                 |
| 1987年 第14回 | - 金メダル - 泉宣廣（男子マラソン） - 銀メダル - 村上亨史（男子マラソン） - 銀メダル - 金刺貴子（女子マラソン） - 銅メダル - 愛敬重之（男子3000mSC） - 銅メダル - 吉田良一（男子400mH） - 銅メダル - 日本 青戸慎司 市川武志 太田裕久 不破弘樹 （男子4×100mリレー） - 銅メダル - 佐藤恵（女子走高跳） | ユーゴスラビア | ザグレブ             |
| 1989年 第15回 | - 銀メダル - 石坂雅美（女子10000m） - 銀メダル - 高山明美（女子マラソン） | 西ドイツ       | デュースブルク       |
| 1991年 第16回 | - 金メダル - 岩井都（女子マラソン） - 銀メダル - 武井隆次（男子10000m） - 銀メダル - 実井謙二郎（男子マラソン） - 銀メダル - 仲村明（男子3000mSC） - 銀メダル - 斎藤嘉彦（男子400mH） | イギリス       | シェフィールド       |
| 1993年 第17回 | - 金メダル - 川口紀子（女子マラソン） - 銀メダル - 渡辺康幸（男子10000m） - 銀メダル - 斎藤嘉彦（男子400mH） - 銀メダル - 日本 井上悟 杉本龍勇 宮田英明 鈴木久嗣 （男子4×100mリレー） - 銀メダル - 日本 大森盛一 稲垣誠司 斎藤嘉彦 簡優好 （男子4×400mリレー） - 銅メダル - 高岡寿成（男子5000m） - 銅メダル - 大谷直（女子マラソン） | アメリカ合衆国 | バッファロー         |
| 1995年 第18回 | - 金メダル - 川内勝弘（男子5000m） - 金メダル - 渡辺康幸（男子10000m） - 金メダル - 森川貴生（男子マラソン） - 金メダル - 山崎一彦（男子400mH） - 金メダル - 草萱昌子（女子マラソン） - 銀メダル - 大谷直（女子マラソン） - 銅メダル - 斎藤嘉彦（男子400mH） - 銅メダル - 佐藤由美（女子5000m） - 銅メダル - 木村泰子（女子10000m） | 日本           | 福岡                 |
| 1997年 第19回 | - 金メダル - 曽谷真理（女子ハーフマラソン） - 銅メダル - 山中美和子（女子10000m） - 銅メダル - 十倉みゆき（女子ハーフマラソン） | イタリア       | シチリア             |
| 1999年 第20回 | - 金メダル - 上野理恵（女子5000m） - 銀メダル - 三代直樹（男子10000m） - 銀メダル - 西田隆維（男子ハーフマラソン） - 銀メダル - 加納由理（女子10000m） - 銀メダル - 赤羽有紀子（女子ハーフマラソン） - 銅メダル - 三代直樹（男子5000m） - 銅メダル - 池島大介（男子20kmW） | スペイン       | パルマ・デ・マヨルカ |
| 2001年 第21回 | - 金メダル - 藤原正和（男子ハーフマラソン） - 金メダル - 日本 川畑伸吾 奈良賢司 奥迫政之 大前祐介 （男子4×100mリレー） - 銀メダル - 藤永佳子（女子10000m） - 銀メダル - 大山美樹（女子ハーフマラソン） - 銅メダル - 徳本一善（男子10000m） - 銅メダル - 松下龍治（男子ハーフマラソン） - 銅メダル - 日本 佐藤光浩 吉沢賢 奥迫政之 邑木隆二 （男子4×400mリレー） - 銅メダル - 藤永佳子（女子5000m） - 銅メダル - 赤羽有紀子（女子10000m） - 銅メダル - 池田久美子（女子走幅跳） | 中国           | 北京                 |
| 2003年 第22回 | - 金メダル - 日本 石倉一希 髙平慎士 吉野達郎 新井智之 （男子4×100mリレー） - 金メダル - 田中真知（女子ハーフマラソン） - 銅メダル - 橋ノ口滝一（男子10000m） | 韓国           | 大邱                 |
| 2005年 第23回 | - 金メダル - 成迫健児（男子400mH） - 金メダル - 佐藤絵理（女子10000m） - 銀メダル - 高平慎士（男子200m） - 銀メダル - 田上貴之（男子ハーフマラソン） - 銀メダル - 小池崇之（男子400mH） - 銀メダル - 日本 高平慎士 相川誠也 北村和也 南雅也 （男子4×100mリレー） - 銀メダル - 日本 山口有希 堀籠佳宏 太田和憲 成迫健児 （男子4×400mリレー） - 銀メダル - 木崎良子（女子ハーフマラソン） - 銅メダル - 山口有希（男子400m） - 銅メダル - 森岡紘一朗（男子20kmW） | トルコ         | イズミル             |
| 2007年 第24回 | - 銀メダル - 松岡佑起（男子5000m） - 銀メダル - 木﨑良子（女子10000m） - 銀メダル - 寺田惠（女子ハーフマラソン） - 銅メダル - 神山知也（男子200m） - 銅メダル - 豊田崇（男子ハーフマラソン） - 銅メダル - 森岡紘一朗（男子20kmW） | タイ           | バンコク             |
| 2009年 第25回 | - 金メダル - 金丸祐三（男子400m） - 金メダル - 西原加純（女子10000m） - 金メダル - 齊藤千聖（女子ハーフマラソン） - 銀メダル - 吉田和晃（男子400mH） - 銀メダル - 大西智也（男子ハーフマラソン） - 銀メダル - 髙橋萌木子（女子100m） - 銀メダル - 西原加純（女子5000m） - 銀メダル - 津崎紀久代（女子ハーフマラソン） - 銀メダル - 渕瀬真寿美（女子20kmW） - 銅メダル - 江里口匡史（男子100m） - 銅メダル - 日本 金丸祐三 廣瀬英行 石塚祐輔 吉田和晃 （男子4×400mリレー） - 銅メダル - 野村沙世（女子ハーフマラソン） | セルビア       | ベオグラード         |
| 2011年 第26回 | - 金メダル - 大迫傑（男子10000m） - 金メダル - 日本 早川翼 撹上宏光 出岐雄大 矢澤曜 （男子ハーフマラソン団体） - 金メダル - 日本 野村沙世 岩川真知子 小田切亜希 竹地志帆 （女子ハーフマラソン団体） - 銀メダル - 岸本鷹幸（男子400mH） - 銀メダル - 日本 廣瀬英行 中野弘幸 堀江新太郎 安部孝駿 （男子4×400mリレー） - 銀メダル - 田中華絵（女子10000m） - 銅メダル - 早川翼（男子ハーフマラソン） - 銅メダル - 石橋麻衣（女子10000m） - 銅メダル - 野村沙世（女子ハーフマラソン） | 中国           | 深圳                 |
| 2013年 第27回 | - 金メダル - 鈴木亜由子（女子10000m） - 金メダル - 津田真衣（女子ハーフマラソン） - 金メダル - 日本 津田真衣 上野泰加 三井綾子 奥野有紀子 鈴木ひとみ （女子ハーフマラソン団体） - 銀メダル - 山縣亮太（男子100m） - 銀メダル - 日本 服部翔大 中村匠吾 蛯名聡勝 山岸宏貴 設楽悠太 （男子ハーフマラソン団体） - 銀メダル - 日本 山縣亮太 原洋介 与那国塁 飯塚翔太 （男子4×100mリレー） - 銀メダル - 山本聖途（男子棒高跳） - 銀メダル - 鈴木亜由子（女子5000m） - 銅メダル - 飯塚翔太（男子200m） - 銅メダル - 中村匠吾（男子ハーフマラソン） - 銅メダル - 荘司麻衣（女子5000m） - 銅メダル - 津田真衣（女子10000m） - 銅メダル - 奥野有紀子（女子ハーフマラソン） | ロシア         | カザン               |
| 2015年 第28回 | - 金メダル - 日本 大瀬戸一馬 長田拓也 諏訪達郎 谷口耕太郎 小池祐貴 （男子4×100mリレー） - 金メダル - 小椋裕介（男子ハーフマラソン） - 金メダル - 日本 小椋裕介 一色恭志 髙橋裕太 工藤有生 （男子ハーフマラソン団体） - 金メダル - 日本 菅野七虹 上原明悠美 出水田眞紀 福内櫻子 新井沙紀枝 （女子ハーフマラソン団体） - 銀メダル - 日本 ウォルシュ・ジュリアン 加藤修也 北川貴理 佐藤拳太郎 （男子4×400mリレー） - 銀メダル - 一色恭志（男子ハーフマラソン） - 銀メダル - 菅野七虹（女子ハーフマラソン） - 銅メダル - 中谷圭佑（男子10000m） - 銅メダル - 増野元太（男子110mH） - 銅メダル - 松永大介（男子20kmW） - 銅メダル - 髙橋裕太（男子ハーフマラソン） - 銅メダル - 上原明悠美（女子ハーフマラソン） | 韓国           | 光州                 |
| 2017年 第29回 | - 金メダル - 日本 田中佑典 多田修平 北川翔 山下潤 （男子4×100mリレー） - 金メダル - 山西利和（男子20km競歩） - 金メダル - 日本 山西利和 及川文隆 野田明宏 （男子20km競歩団体） - 金メダル - 片西景（男子ハーフマラソン） - 金メダル - 日本 片西景 工藤有生 鈴木健吾 （男子ハーフマラソン団体） - 金メダル - 棟久由貴（女子ハーフマラソン） - 金メダル - 日本 棟久由貴 福居紗希 古谷奏 （女子ハーフマラソン団体） - 銀メダル - 工藤有生（男子ハーフマラソン） - 銀メダル - 斉藤真理菜（女子やり投） - 銅メダル - 塩尻和也（男子10000m） - 銅メダル - 鈴木健吾（男子ハーフマラソン） - 銅メダル - 及川文隆（男子20km競歩） - 銅メダル - 山本凌雅（男子三段跳） - 銅メダル - 日本 竹内爽香 中村水月 壹岐いちこ 前山美優 （女子4×100mリレー） - 銅メダル - 細田あい（女子10000m） - 銅メダル - 福居紗希（女子ハーフマラソン） | 台湾           | 台北                 |
| 2019年 第30回 | - 金メダル - 日本 宮本大輔 染谷佳大 山下潤 デーデー・ブルーノ （男子4×100mリレー） - 金メダル - 相澤晃（男子ハーフマラソン） - 金メダル - 日本 相澤晃 中村大聖 伊藤達彦 （男子ハーフマラソン団体） - 金メダル - 池田向希（男子20km競歩） - 金メダル - 日本 池田向希 川野将虎 古賀友太 （男子20km競歩団体） - 金メダル - 橋岡優輝（男子走幅跳） - 金メダル - 鈴木優花（女子ハーフマラソン） - 金メダル - 日本 鈴木優花 加世田梨花 田川友貴 （女子ハーフマラソン団体） - 銀メダル - 阿部弘輝（男子10000m） - 銀メダル - 中村大聖（男子ハーフマラソン） - 銀メダル - 川野将虎（男子20km競歩） - 銀メダル - 五島莉乃（女子10000m） - 銀メダル - 加世田梨花（女子ハーフマラソン） - 銀メダル - 北口榛花（女子やり投） - 銅メダル - 伊藤達彦（男子ハーフマラソン） - 銅メダル - 古賀友太（男子20km競歩） - 銅メダル - 泉谷駿介（男子110mハードル） - 銅メダル - 関谷夏希（女子10000m） - 銅メダル - 田川友貴（女子ハーフマラソン） | イタリア       | ナポリ               |

### U20世界陸上競技選手権大会
| 大会名                | 金 | 銀 | 銅 | 計 |
| 1986 アテネ           | 0  | 1  | 0  | 1  |
| 1988 ザドベリー       | 0  | 0  | 0  | 0  |
| 1990 プロヴディフ     | 0  | 2  | 1  | 3  |
| 1992 ソウル           | 0  | 0  | 4  | 4  |
| 1994 リスボン         | 1  | 1  | 3  | 5  |
| 1996 シドニー         | 0  | 1  | 1  | 2  |
| 1998 アヌシー         | 0  | 0  | 1  | 1  |
| 2000 サンティアゴ     | 0  | 0  | 3  | 3  |
| 2002 キングストン     | 1  | 0  | 1  | 2  |
| 2004 グロッセート     | 0  | 0  | 4  | 4  |
| 2006 北京             | 0  | 0  | 2  | 2  |
| 2008 ブィドゴシュチュ | 0  | 0  | 0  | 0  |
| 2010 モンクトン       | 1  | 2  | 3  | 6  |
| 2012 バルセロナ       | 0  | 1  | 1  | 2  |
| 2014 ユージーン       | 1  | 3  | 2  | 6  |
| 2016 ブィドゴシュチュ | 0  | 1  | 1  | 2  |
| 2018 タンペレ         | 2  | 2  | 2  | 6  |
| 合計                  | 6  | 14 | 29 | 49 |

#### メダリスト
| 大会          | 受賞者・種目 | 開催国         | 開催都市         |
| ------------- | --- | -------------- | ---------------- |
| 1986年 第1回  | - 銀メダル - 垣守博（男子400mH） | ギリシャ       | アテネ           |
| 1990年 第3回  | - 銀メダル - 斎藤嘉彦（男子400mH） - 銀メダル - 太田利香（女子10000m） - 銅メダル - 松本初美（女子3000m） | ブルガリア     | プロヴディフ     |
| 1992年 第4回  | - 銅メダル - 渡辺康幸（男子10000m） - 銅メダル - 日本 林弘幸 西畑匡 小野友誠 須藤隆之 （男子4×400mリレー） - 銅メダル - 君野貴弘（男子走高跳） - 銅メダル - 板倉美紀（女子5000mW） | アメリカ合衆国 | バッファロー     |
| 1994年 第5回  | - 金メダル - 山崎陽子（女子10000m） - 銀メダル - 高尾憲司（男子10000m） - 銅メダル - 野田道胤（男子10000m） - 銅メダル - 田川茂（男子走幅跳） - 銅メダル - 八嶋あつみ（女子1500m） | ポルトガル     | リスボン         |
| 1996年 第6回  | - 銀メダル - 日本 高橋弘樹 為末大 奥迫政之 森田真治 （男子4×400mリレー） - 銅メダル - 古田哲弘（男子10000m） | オーストラリア | シドニー         |
| 1998年 第7回  | - 銅メダル - 村上幸史（男子やり投） | フランス       | アヌシー         |
| 2000年 第8回  | - 銅メダル - 石川慎二（男子400m） - 銅メダル - 日本 茂木貴志 北村和也 大前祐介 宮崎久 （男子4×100mリレー） - 銅メダル - 池田久美子（女子走幅跳） | チリ           | サンティアゴ     |
| 2002年 第9回  | - 金メダル - 三村芙美（女子10000mW） - 銅メダル - 日本 山内富士夫 酒井大介 山口有希 井上洋佑 （男子4×400mリレー） | ジャマイカ     | キングストン     |
| 2004年 第10回 | - 銅メダル - 大野龍二（男子10000m） - 銅メダル - 日本 品田直宏 野田浩之 正川雄一 塚原直貴 （男子4×100mリレー） - 銅メダル - 日本 太田和憲 野田浩之 鈴木哲平 佐々木雄大 （男子4×400mリレー） - 銅メダル - 岩元千明（女子5000m）                                                                                   | イタリア       | グロッセート     |
| 2006年 第11回 | - 銅メダル - 鈴木雄介（男子10000mW） - 銅メダル - 小林祐梨子（女子1500m） | 中華人民共和国 | 北京             |
| 2010年 第13回 | - 金メダル - 飯塚翔太（男子200m） - 銀メダル - 安部孝駿（男子400mH） - 銀メダル - ディーン元気（男子やり投） - 銅メダル - 戸辺直人（男子走高跳） - 銅メダル - 三木汐莉（女子400mH） - 銅メダル - 岡田久美子（女子10000mW）                                                                                       | カナダ         | モンクトン       |
| 2012年 第14回 | - 銀メダル - 松本岳大（男子400mH） - 銅メダル - 日本 大瀬戸一馬 橋元晃志 ケンブリッジ飛鳥 金森和貴 （男子4×100mリレー） | スペイン       | バルセロナ       |
| 2014年 第15回 | - 金メダル - 松永大介（男子10000mW） - 銀メダル - 加藤修也（男子400m） - 銀メダル - 日本 川上拓也 桐生祥秀 小池祐貴 森雅治 （男子4×100mリレー） - 銀メダル - 日本 ウォルシュ・ジュリアン 油井快晴 北川貴理 加藤修也 （男子4×400mリレー） - 銅メダル - 桐生祥秀（男子100m） - 銅メダル - 城山正太郎（男子走幅跳） | アメリカ合衆国 | ユージーン       |
| 2016年 第16回 | - 銀メダル - 日本 竹田一平 山下潤 犬塚渉 大嶋健太 （男子4×100mリレー） - 銅メダル - 古谷拓夢（男子110mH） | ポーランド     | ブィドゴシュチュ |
| 2018年 第17回 | - 金メダル - 橋岡優輝（男子走幅跳） - 金メダル - 田中希実（女子3000m） - 銀メダル - 高良彩花（女子走幅跳） - 銀メダル - 桑添友花（女子やり投） - 銅メダル - 泉谷駿介（男子110mH） - 銅メダル - 江島雅紀（男子棒高跳）                                                                                            | フィンランド   | タンペレ         |

### 世界ユース陸上競技選手権大会
| 大会名                | 金     | 銀     | 銅     | 計     |
| 1999 ブィドゴシュチュ | 0      | 1      | 2      | 3      |
| 2001 デブレツェン     | 0      | 0      | 2      | 2      |
| 2003 シェルブルック   | 1      | 1      | 4      | 6      |
| 2005 マラケシュ       | 0      | 1      | 3      | 4      |
| 2007 オストラバ       | 1      | 2      | 0      | 3      |
| 2009 ブレッサノーネ   | 0      | 0      | 1      | 1      |
| 2011 リール           | 0      | 2      | 1      | 3      |
| 2013 ドネツィク       | 1      | 1      | 2      | 4      |
| 2015 カリ             | 3      | 1      | 1      | 5      |
| 2017 ナイロビ         | 不参加 | 不参加 | 不参加 | 不参加 |
| 合計                  | 6      | 9      | 16     | 31     |

#### メダリスト
| 大会         | 受賞者・種目 | 開催国     | 開催都市         |
| ------------ | --- | ---------- | ---------------- |
| 1999年 第1回 | - 銀メダル - 日本 田原陽介 北村和也 金子敬孝 大前祐介 （男子4×100mリレー） - 銅メダル - 谷井孝行（男子10000mW） - 銅メダル - 日本 井村俊雄 米田武史 田中征克 高橋奨 （男子メドレーリレー）                                                                   | ポーランド | ブィドゴシュチュ |
| 2001年 第2回 | - 銅メダル - 成迫健児（男子400mH） - 銅メダル - 木下剛（男子棒高跳） | ハンガリー | デブレツェン     |
| 2003年 第3回 | - 金メダル - 品田直宏（男子走幅跳） - 銀メダル - 沢田誠（男子10000mW） - 銅メダル - 土屋光（男子走高跳） - 銅メダル - 日本 佐分慎弥 藤光謙司 品田直宏 田邉剛 （男子メドレーリレー） - 銅メダル - 野原優子（女子3000m） - 銅メダル - 西出乃梨子（女子5000mW） | カナダ     | シェルブルック   |
| 2005年 第4回 | - 銀メダル - 小林祐梨子（女子1500m） - 銅メダル - 鈴木雄介（男子10000mW） - 銅メダル - 新谷仁美（女子3000m） - 銅メダル - 宮原綾（女子400mH） | モロッコ   | マラケシュ       |
| 2007年 第5回 | - 金メダル - 小西康道（男子走幅跳） - 銀メダル - 土井翔太（男子棒高跳） - 銀メダル - 嘉山大介（男子走幅跳） | チェコ     | オストラバ       |
| 2009年 第6回 | - 銅メダル - 日本 九鬼巧 山縣亮太 茅田昴 籾木勝吾 （男子メドレーリレー） | イタリア   | ブレッサノーネ   |
| 2011年 第7回 | - 銀メダル - 大瀬戸一馬（男子100m） - 銀メダル - 日本 大瀬戸一馬 橋元晃志 愛敬彰太郎 福永拓哉 （男子メドレーリレー） - 銅メダル - 松本岳大（男子400mH） | フランス   | リール           |
| 2013年 第8回 | - 金メダル - 山西利和（男子10000mW） - 銀メダル - 溝田桃子（女子5000mW） - 銅メダル - 日本 小田大樹 永田駿斗 山木伝説 油井快晴 （男子メドレーリレー） - 銅メダル - 日本 中村水月 藤森菜那浜 青山聖佳 松本奈菜子 （女子メドレーリレー）                       | ウクライナ | ドネツィク       |
| 2015年 第9回 | - 金メダル - サニブラウン・アブデル・ハキーム（男子100m） - 金メダル - サニブラウン・アブデル・ハキーム（男子200m） - 金メダル - 北口榛花（女子やり投） - 銀メダル - 藤井琉成（男子400mH） - 銅メダル - 豊田将樹（男子400mH）                                | コロンビア | カリ             |

### ユースオリンピック
| 大会名                | 金 | 銀 | 銅 | 計 |
| 2010 シンガポール     | 0  | 4  | 0  | 4  |
| 2014 南京             | 2  | 2  | 1  | 5  |
| 2018 ブエノスアイレス | 1  | 1  | 2  | 4  |
| 合計                  | 3  | 7  | 3  | 13 |

#### メダリスト
| 大会         | 受賞者・種目 | 開催国       | 開催都市         |
| ------------ | --- | ------------ | ---------------- |
| 2010年 第1回 | - 銀メダル - 梨本真輝（男子100m） - 銀メダル - 本間圭祐（男子200m） - 銀メダル - 松原奨（男子走幅跳） - 銀メダル - 久馬萌（女子3000m）                                                | シンガポール | シンガポール     |
| 2014年 第2回 | - 金メダル - 小野川稔（男子10000mW） - 金メダル - 髙松望ムセンビ（女子3000m） - 銀メダル - 大嶋健太（男子100m） - 銀メダル - 平松祐司（男子走高跳） - 銅メダル - 森凪紗（女子やり投） | 中国         | 南京             |
| 2018年 第3回 | - 金メダル - 出口晴翔（男子400mH） - 銀メダル - 古澤一生（男子棒高跳） - 銅メダル - 池田成諒（男子100m） - 銅メダル - 和田晃輝（男子走幅跳）                                          | アルゼンチン | ブエノスアイレス |

## 高校生日本代表選手
高校生ながらオリンピック・世界陸上競技選手権大会に選出された選手を記載

### オリンピック
| 大会          | 選手                  | 学校                       | 種目                     | 成績            | 記録           | 開催国         | 開催都市     |
| ------------- | --------------------- | -------------------------- | ------------------------ | --------------- | -------------- | -------------- | ------------ |
| 1932年 第10回 | 渡辺すみこ            | 名古屋高等女学校           | 女子100m                 | 準決勝1組5着    |                | アメリカ合衆国 | ロサンゼルス |
| 1932年 第10回 | 渡辺すみこ            | 名古屋高等女学校           | 女子4×100mリレー（4走）  | 決勝5位         | 50秒2          | アメリカ合衆国 | ロサンゼルス |
| 1932年 第10回 | 柴田タカ              | 山形県立山形第二高等女学校 | 女子100m                 | 予選3組6着      | 12秒7          | アメリカ合衆国 | ロサンゼルス |
| 1932年 第10回 | 土倉麻                | 京都府立京都第一高等女学校 | 女子100m                 | 予選4組4着      | 12秒9          | アメリカ合衆国 | ロサンゼルス |
| 1932年 第10回 | 土倉麻                | 京都府立京都第一高等女学校 | 女子4×100mリレー（1走）  | 決勝5位         | 50秒2          | アメリカ合衆国 | ロサンゼルス |
| 1932年 第10回 | 村岡美枝              | 愛知県第一高等女学校       | 女子4×100mリレー（3走）  | 決勝5位         | 50秒2          | アメリカ合衆国 | ロサンゼルス |
| 1932年 第10回 | 中西みち              | 京都市立二条高等女学校     | 女子4×100mリレー（2走）  | 決勝5位         | 50秒2          | アメリカ合衆国 | ロサンゼルス |
| 1932年 第10回 | 中西みち              | 京都市立二条高等女学校     | 女子80mハードル          | 予選1組途中棄権 | DNF            | アメリカ合衆国 | ロサンゼルス |
| 1932年 第10回 | 広橋百合子            | 石川県立羽咋高等女学校     | 女子走高跳               | 決勝8位         | 1m50           | アメリカ合衆国 | ロサンゼルス |
| 1932年 第10回 | 石津光恵              | 広島山中高等女学校         | 女子円盤投               | 決勝7位         | 33m52          | アメリカ合衆国 | ロサンゼルス |
| 1932年 第10回 | 石津光恵              | 広島山中高等女学校         | 女子やり投               | 決勝8位         | 30m81          | アメリカ合衆国 | ロサンゼルス |
| 1936年 第11回 | 小宮悦子              | 福岡県八幡高等女学校       | 女子100m                 | 予選2組4着      |                | ドイツ国       | ベルリン     |
| 1936年 第11回 | 中村コウ              | 北海高等女学校             | 女子円盤投               | 決勝4位         | 38m24          | ドイツ国       | ベルリン     |
| 1936年 第11回 | 児島文                | 中京高等女学校             | 女子円盤投               | 決勝5位         | 37m35          | ドイツ国       | ベルリン     |
| 1964年 第18回 | 伊沢まき子            | 山形県立高畠高等学校       | 女子200m                 | 予選2組5着      | 25秒4（+4.1）  | 日本           | 東京         |
| 1964年 第18回 | 小川清子              | 岐阜県立長良高等学校       | 女子400m                 | 準決勝1組8着    | 57秒1          | 日本           | 東京         |
| 1964年 第18回 | 佐藤美保              | 岐阜県立長良高等学校       | 女子4×100mリレー（補欠） | -               | -              | 日本           | 東京         |
| 1964年 第18回 | 香丸恵美子            | 福岡県立三潴高等学校       | 女子走幅跳               | 予選25位        | 5m66（+1.8）   | 日本           | 東京         |
| 1964年 第18回 | 高橋美由紀 (陸上選手) | 片山女子高等学校           | 女子五種競技             | 決勝18位        | 3914点         | 日本           | 東京         |
| 1980年 第22回 | 松井江美              | 岡山県美作高等学校         | 女子やり投               | 不参加          | 不参加         | ソビエト連邦   | モスクワ     |
| 1984年 第23回 | 不破弘樹              | 東京農業大学第二高等学校   | 男子100m                 | 2次予選3組6着   | 10秒75（-1.4） | アメリカ合衆国 | ロサンゼルス |
| 1984年 第23回 | 不破弘樹              | 東京農業大学第二高等学校   | 男子200m                 | 1次予選5組5着   | 21秒37（+0.9） | アメリカ合衆国 | ロサンゼルス |
| 1984年 第23回 | 不破弘樹              | 東京農業大学第二高等学校   | 男子4×400mリレー（3走）  | 準決勝1組8着    | 3分10秒73      | アメリカ合衆国 | ロサンゼルス |
| 1984年 第23回 | 佐藤恵                | 新潟市立沼垂高等学校       | 女子走高跳               | 予選A組10位     | 1m84           | アメリカ合衆国 | ロサンゼルス |
| 1992年 第25回 | 板倉美紀              | 石川県立寺井高等学校       | 女子10km競歩             | 決勝23位        | 47分11         | スペイン       | バルセロナ   |
| 2012年 第30回 | 土井杏南              | 埼玉栄高等学校             | 女子4×100mリレー（1走）  | 予選1組8着      | 44秒25         | イギリス       | ロンドン     |

### 世界陸上競技選手権大会
| 大会          | 選手                             | 学校                     | 種目                     | 成績         | 記録           | 開催国       | 開催都市           |
| ------------- | -------------------------------- | ------------------------ | ------------------------ | ------------ | -------------- | ------------ | ------------------ |
| 1983年 第1回  | 佐藤恵                           | 新潟市立沼垂高等学校     | 女子走高跳               | 予選A組13位  | 1m80           | フィンランド | ヘルシンキ         |
| 1987年 第2回  | 名倉雅弥                         | 埼玉県立坂戸西高等学校   | 男子4×100mリレー（3走）  | 準決勝1組5着 | 39秒71         | イタリア     | ローマ             |
| 1991年 第3回  | 正木典子                         | 徳島県立城ノ内高等学校   | 女子4×100mリレー（1走）  | 予選2組6着   | 44秒85         | 日本         | 東京               |
| 1991年 第3回  | 柿沼和恵                         | 埼玉栄高等学校           | 女子4×100mリレー（2走）  | 予選2組6着   | 44秒85         | 日本         | 東京               |
| 1991年 第3回  | 坂上香織                         | 福井県立高志高等学校     | 女子4×100mリレー（補欠） | -            | -              | 日本         | 東京               |
| 1991年 第3回  | 徳田由美子                       | 埼玉栄高等学校           | 女子4×400mリレー（1走）  | 予選2組6着   | 3分35秒82      | 日本         | 東京               |
| 1991年 第3回  | 天野恵子                         | 光ヶ丘女子高等学校       | 女子4×400mリレー（4走）  | 予選2組6着   | 3分35秒82      | 日本         | 東京               |
| 1993年 第4回  | 上岡由佳                         | 高知県立山田高等学校     | 女子10km競歩             | 決勝21位     | 46秒48         | ドイツ       | シュトゥットガルト |
| 1999年 第7回  | 佐藤清治                         | 佐久長聖高等学校         | 男子1500m                | 予選2組10着  | 3分45秒72      | スペイン     | セビリア           |
| 1999年 第7回  | 藤永佳子                         | 長崎県立諫早高等学校     | 女子5000m                | 予選2組14着  | 15分51秒52     | スペイン     | セビリア           |
| 2005年 第10回 | 金丸祐三                         | 大阪高等学校             | 男子4×400mリレー（1走）  | 予選2組失格  | DQ             | フィンランド | ヘルシンキ         |
| 2007年 第11回 | 絹川愛                           | 仙台育英学園高等学校     | 女子10000m               | 決勝14位     | 32分45秒19     | 日本         | 大阪               |
| 2009年 第12回 | 新宮美歩                         | 東大阪大学敬愛高等学校   | 女子4×400mリレー（補欠） | -            | -              | ドイツ       | ベルリン           |
| 2013年 第14回 | 桐生祥秀                         | 洛南高等学校             | 男子100m                 | 予選2組4着   | 10秒31（-0.4） | ロシア       | モスクワ           |
| 2013年 第14回 | 桐生祥秀                         | 洛南高等学校             | 男子4×100mリレー（1走）  | 決勝6位      | 38秒39         | ロシア       | モスクワ           |
| 2015年 第15回 | サニブラウン・アブデル・ハキーム | 城西大学附属城西高等学校 | 男子200m                 | 準決勝2組5着 | 20秒47（-0.2） | 中国         | 北京               |
| 2015年 第15回 | 石塚晴子                         | 東大阪大学敬愛高等学校   | 女子4×400mリレー（補欠） | -            | -              | 中国         | 北京               |